# Pasi Puistola
Pasi Puistola (Tampere, 16 settembre 1978) è un hockeista su ghiaccio finlandese.

## Palmarès

### Mondiali
- 1 medaglia:
  - 1 oro (Slovacchia 2011)